# Chermarn Boonyasak

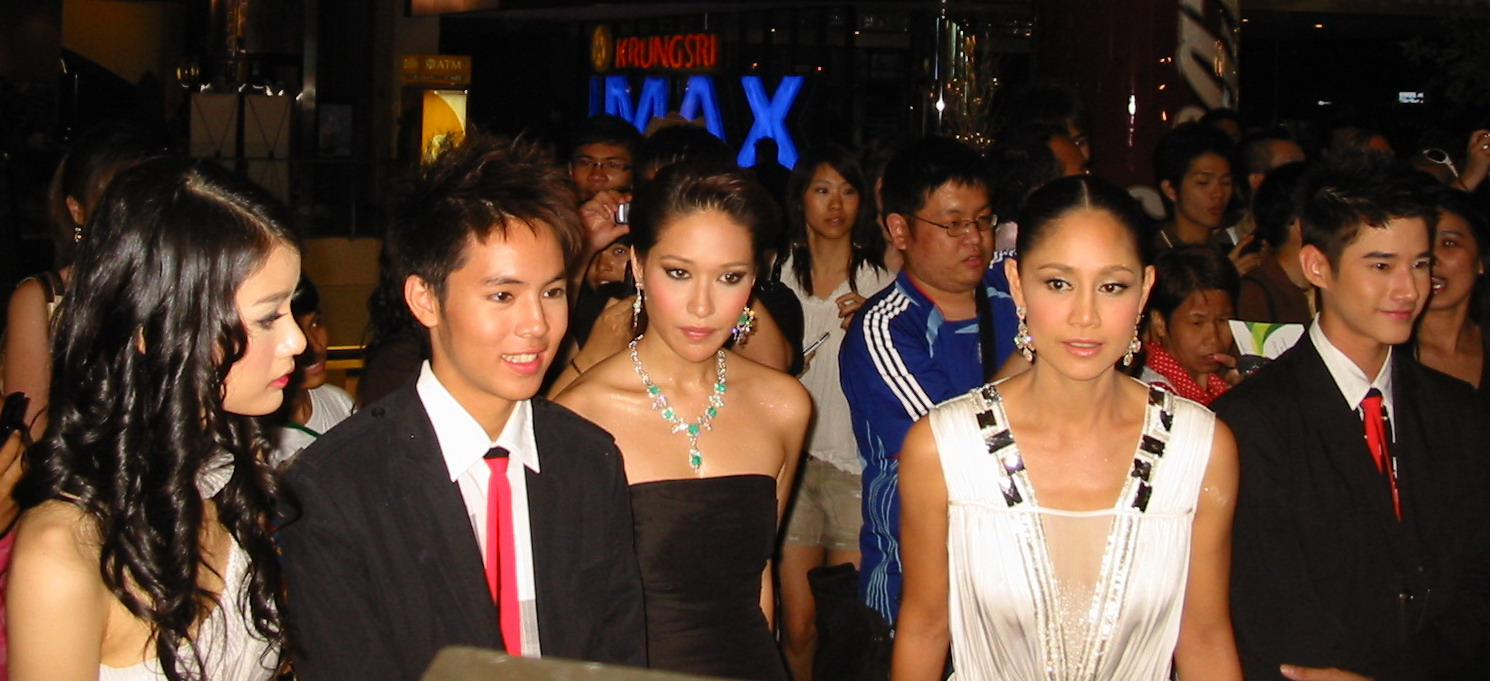
Casting de Love of Siam. De Gauche à Droite : Aticha Ponsilpipat, Witwisit Hiranyawongkul, Chermarn Boonyasak (au centre), Sinjai Plengpanish et Mario Maurer.

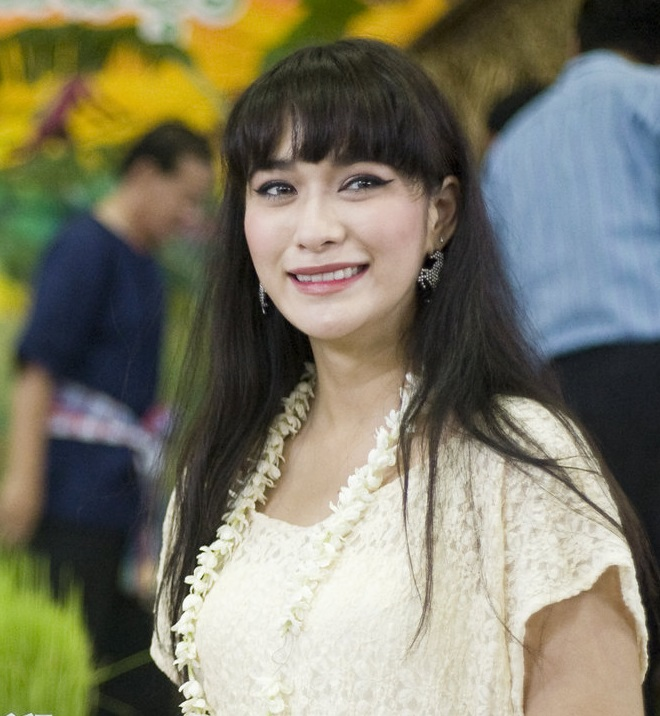
Chermarn Boonyasak en 2009.

Chermarn Boonyasak (thaï : เฌอมาลย์ บุญยศักดิ์, RTGS : Choeman Bunyasak) ou Laila Boonyasak (thaï : ไลลา บุญยศักดิ์, RTGS : Laila Bunyasak), surnommée Ploy (thaï : พลอย, RTGS : Phloi), née le 15 septembre 1982 à Bangkok, est une mannequin et actrice thaïlandaise.

## Biographie

### Jeunesse
Elle est la sœur cadette de Daran Boonyasak.

### Engagement
Elle est aussi depuis 2014 ambassadrice pour le Haut Commissariat des Nations unies pour les réfugiés,  l'UNHCR de Thaïlande.

## Filmographie
- 1996 : Goodbye Summer (กู๊ดบายซัมเมอร์ เอ้อเหอเทอมเดียว)
- 2000 : Satang (สตางค์)
- 2003 : Last Life in the Universe
- 2003 : Bangkok Playboy (O'Lucky Man / แมนเกินร้อยแอ้มเกินพิกัด)
- 2003 : Buppah Rahtree (บุปผาราตรี)[5]
- 2005 : Buppah Rahtree Phase 2: Rahtree Returns (บุปผาราตรี เฟส 2)
- 2007 : The Love of Siam
- 2008 : 4bia (สี่แพร่ง)
- 2009 : Buppha Reborn (บุปผาราตรี 3.1)
- 2010 : Eternity (ชั่วฟ้าดินสลาย)[6] de Bhandevanov Devakula[7]
- 2011 : 30+ Soht On Sale (30+ โสด ออน เซล)
- 2011 : The Outrage[8]
- 2014 : Teacher's Diary (คิดถึงวิทยา)
- 2018 : Samui Song (ไม่มีสมุยสำหรับเธอ)[9] de Pen-ek Ratanaruang
- 2018 : Homestay (โฮมสเตย์)